# 라오스-태국 제1우의교

우정의 다리

라오스-태국 제1우의교(태국어: สะพานมิตรภาพ 1, 라오어: ຂົວມິດຕະພາບ ລາວ-ໄທ ແຫ່ງທຳອິດ)는 라오스의 도시 비엔티안과 태국의 도시 농카이를 연결하는 다리이다. 길이 1,170m이고, 다리 중간에 열차가 지나갈 수 있는 선로가 있으며, 좌측통행인 태국과 우측통행인 라오스의 교통 방향 차이를 해결하기 위해 라오스쪽 국경 검문소에 방향 변경 시설이 있다.

## 같이 보기
- 라오스-태국 제2우의교
- 라오스-태국 제3우의교
- 라오스-태국 제4우의교
- 태국의 교통